# امتیاز شیطان
امتیاز شیطان (انگلیسی: Demons' Score) یک بازی ویدئویی ریتمی اکشن تک‌نفره برای سکوهای آی‌اواس و اندروید می‌باشد که توسط این‌ایس توسعه و اسکوئر انیکس نشر پیدا کرده است.